# Bohlinia
Bohlinia es un género extinto de artiodáctilo de la familia Giraffidae. Fue nombrado por primera vez por el paleontólogo Dr. W. Matthew en 1929, y contiene dos especies: B. adoumi y B. attica.  La especie B. attica ha sido reclasificada en varias ocasiones desde su descripción, siendo nombrada en un principio Camelopardalis attica y luego Giraffa attica.